# 1970년대 텔레비전 애니메이션 목록
다음은 1970년대에 방송된 텔레비전 애니메이션의 연도순 목록이다.
- 1970년 텔레비전 애니메이션 목록
- 1971년 텔레비전 애니메이션 목록
- 1972년 텔레비전 애니메이션 목록
- 1973년 텔레비전 애니메이션 목록
- 1974년 텔레비전 애니메이션 목록
- 1975년 텔레비전 애니메이션 목록
- 1976년 텔레비전 애니메이션 목록
- 1977년 텔레비전 애니메이션 목록
- 1978년 텔레비전 애니메이션 목록
- 1979년 텔레비전 애니메이션 목록